# Giải Robert J. Trumpler
Giải Robert J. Trumpler là một giải thưởng của Hội Thiên văn học Thái Bình Dương, được trao hàng năm cho những người mới đậu bằng tiến sĩ có bản luận án được xét đoán là đặc biệt có ý nghĩa đối với khoa Thiên văn học.
Giải được đặt theo tên nhà thiên văn học nổi tiếng người Mỹ gốc Thụy Sĩ Robert Julius Trumpler (1886 – 1956).

## Các người đoạt giải
- 1974 David Schramm, Đại học Texas tại Austin
- 1975 J. Richard Gott, Đại học Princeton
- 1976 Robert Hanson, UCSC
- 1977 John Black, Đại học Harvard
- 1978 Typhoon Lee, Đại học Texas tại Austin
- 1979 Gary Schmidt, Đại học Arizona
- 1980 Luis Rodriguez & James Liebert, Đại học Harvard và Đại học California tại Berkeley
- 1981 Richard Kron, Đại học California tại Berkeley
- 1982 Bruce Twarog, Đại học Yale
- 1983 Donald Winget & Nicholas B. Suntzeff Đại học Rochester và UCSC
- 1984 Deidre Hunter, Đại học Illinois
- 1985 Paul Hertz, Đại học Harvard
- 1986 John Hill, Đại học Arizona
- 1987 Stephen Schneider, Đại học Massachusetts
- 1988 Jill Bechtold, Đại học Arizona
- 1989 Donald Terndrup, UCSC
- 1990 Charles Bailyn, Đại học Harvard
- 1991 Fred Adams, Đại học California tại Berkeley
- 1992 Qingde Wang, Đại học Columbia
- 1993 Megan Donahue, Đại học Colorado
- 1994 Joe Shields, Đại học California tại Berkeley
- 1995 Julie Thorburn, Đại học Chicago
- 1996 Wayne Hu, Đại học California tại Berkeley
- 1997 John Hibbard, Đại học Columbia
- 1998 Luis Ho,  Đại học California tại Berkeley
- 1999 Adam Riess, Đại học Harvard
- 2000 Scott Burles, UCSD
- 2001 Michael A. Pahre, Viện Công nghệ California
- 2002 Volker Bromm, Đại học Yale
- 2003 Daniel E. Reichart, Đại học Chicago
- 2004 David Charbonneau, Đại học Harvard
- 2005 Jennifer Scott & Siming Liu, Đại học Arizona
- 2006 Steven Furlanetto, Đại học Harvard
- 2007 Edo Berger, Viện Công nghệ California
- 2008 Anjum Mukadam, Đại học Washington
- 2009 Kevin Bundy, Viện Công nghệ California
- 2010 Robert Quimby, Đại học Texas tại Austin
- 2011 Philip Hopkins, Đại học Harvard
- 2012 Charles Conroy, Đại học Princeton và Emily Levesque, Đại học Hawaii
- 2013 Gurtina Besla, Đại học Harvard
- 2014 Brendan Bowler, Đại học Hawaii
- 2015 H. Jabran Zahid, Đại học Hawaii
- 2016 Rachael L. Beaton, Đại học Virginia
- 2017 Blakesley Burkhart, Đại học Wisconsin–Madison
- 2018 Benjamin J. ("BJ") Fulton, Đại học Hawaii[2]
- 2019 Katheryn Decker French, Đại học Arizona[3]
- 2020 Gudmundur Kari Stefansson, Đại học bang Pennsylvania
- 2021 Jane Huang, Đại học Harvard
- 2022 Ariadna Murguia-Berthier, Đại học California, Santa Cruz
- 2023 Deborah Lokhorst, Đại học Toronto